# Abdullah-Gül-Universität
Die Abdullah-Gül-Universität (AGU) ist eine staatliche Universität, welche von einer privaten Stiftung (AGUV) unterstützt wird und sich in Kayseri (Türkei) befindet.
Die Universität, welche im Jahr 2010 eingeweiht wurde, verfügt über vier Fakultäten und dreizehn Bachelor-, Master- und Doktoranden-Programme. Alle Kurse der AGU werden auf Englisch unterrichtet. Die ersten Studiengänge starteten im Studienjahr 2013/2014.

## Geschichte
Die ersten Schritte zur Gründung der Abdullah-Gül-Universität wurden im Jahr 2007 vom Rat der Stadt Kayseri und Persönlichkeiten Kayseris unternommen. Ziel war es, im Einklang mit dem Stadtentwicklungsplan das Profil der Ausbildung in Kayseri zu verbessern.
Die Universität wurde nach dem prominenten Bürger Kayseris und 11. Präsidenten der Republik Türkei, Abdullah Gül, benannt und am 21. Juli 2010 eingeweiht.
Die Hochschule wird als öffentlich-privates Partnerschaftsmodell (“Hybrid Universities”) beschrieben, das einerseits staatlich verfasst ist, andererseits von einer privaten Stiftung (AGUV) mit mehr als 15 Millionen USD finanziell unterstützt wird. Beklagt werden unzureichende Rechtsgrundlagen für dieses Modell.
Die neue Universität, mit nur 121 Studenten im Jahr 2013–2014, befand sich laut ÖSYM landesweit unter den Präferenzen von 21.534 Abiturienten und wurde als erste Wahl von 3.046 unter ihnen genannt.
Betrachtet man die Anzahl der Bewerbungen und die wenigen genehmigten Studienplätze, so wurde die Abdullah-Gül-Universität zur gefragtesten Universität türkischer Abiturienten.

## Fakultäten und Programme

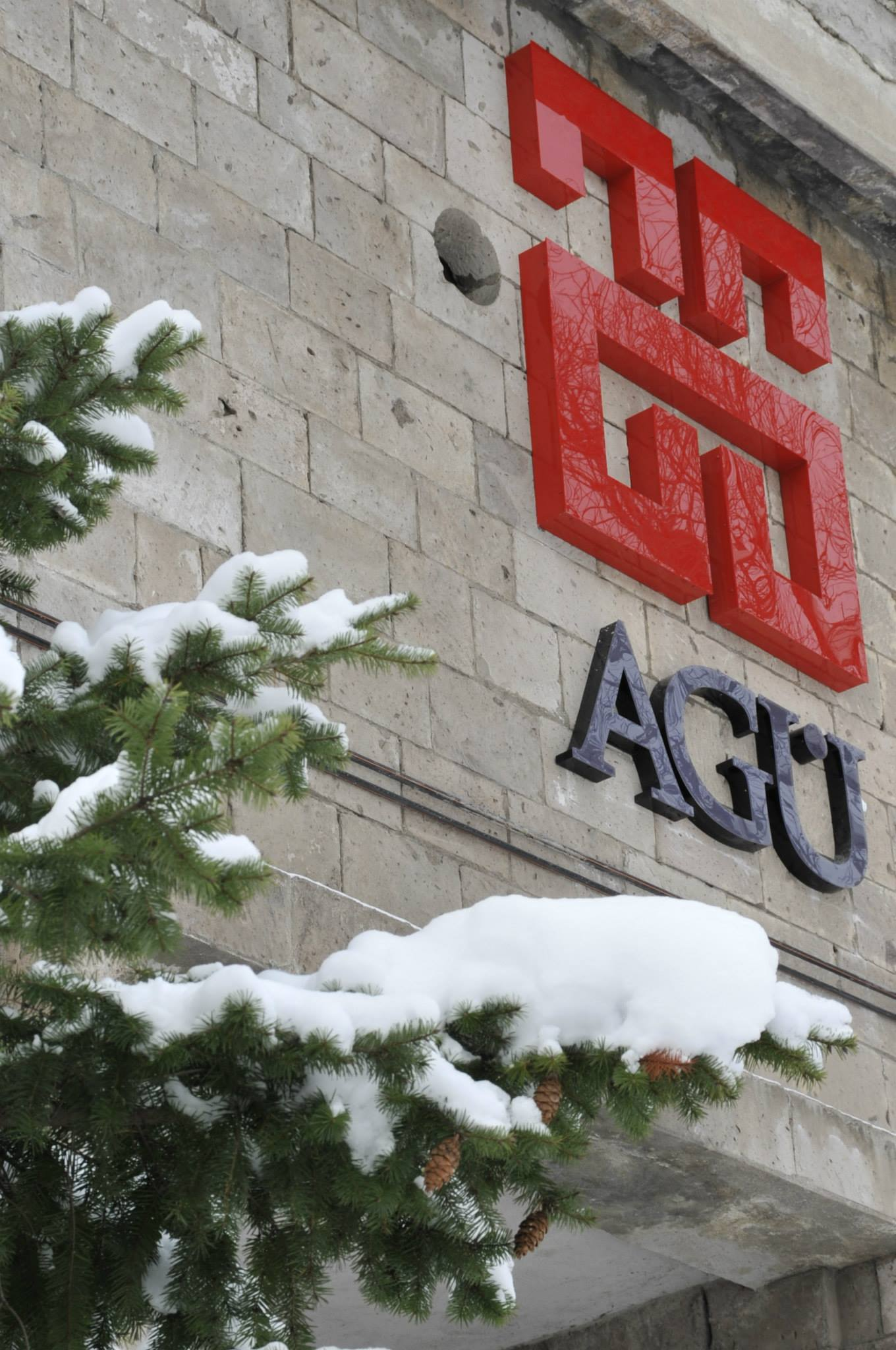
AGU im Winter

Die Abdullah-Gül-Universität bietet Studiengänge in folgenden Fakultäten:
- Fakultät für Ingenieurwissenschaften und Naturwissenschaften (Faculty of Engineering & Natural Sciences): Computeringenieurwesen (B.Sc), Bauingenieurwesen (B.Sc), Elektrotechnik und Elektronik (B.Sc), Wirtschaftsingenieurwesen (B.Sc), Maschinenbau (B.Sc)

- Fakultät für Architektur: Architektur (B.Sc)

- Fakultät für Betriebswirtschaftslehre (Faculty of Economics & Administrative Sciences): Betriebswirtschaftslehre (B.Sc)

- Graduate School: Werkstoffkunde und Nanotechnologie (M.Sc), Werkstoffwissenschaften und Maschinenbau (PhD), Elektrotechnik und Informationstechnik (M.Sc und PhD), Wirtschaftsingenieurwesen (M.Sc und PhD)

- AGU Sprachschule (AGUSL): Da Englisch die Unterrichtssprache in allen Fächern ist, nehmen alle neuen türkischen Studenten der AGU an einem einjährigen Englisch-Vorbereitungskurs teil. Die AGUSL bietet zudem Studierenden die Möglichkeit, sich Kenntnisse einer zweiten internationalen Verkehrssprache als Fremdsprache anzueignen.

## Universitätsgelände

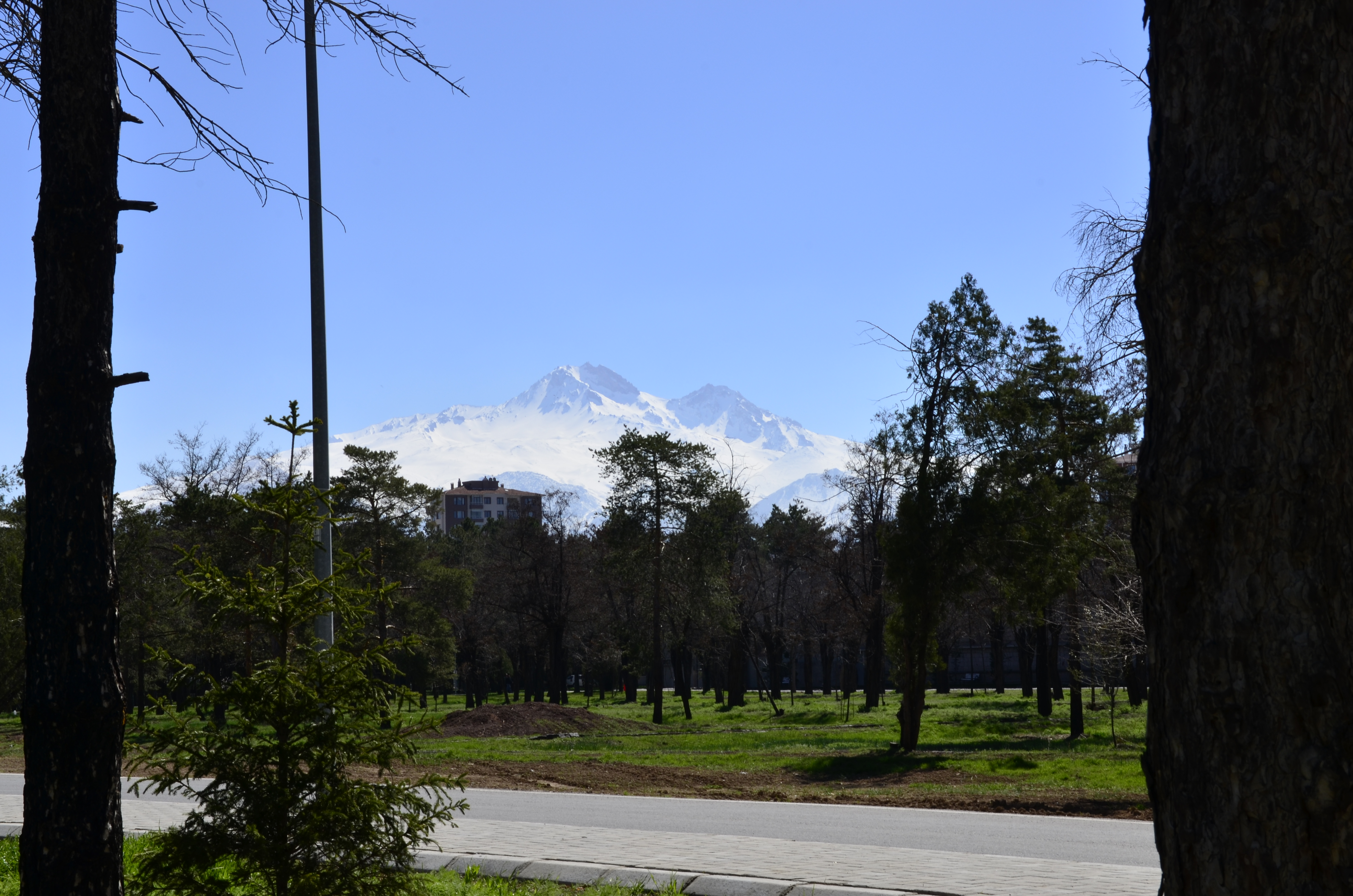
Ansicht des Erciyes Berges vom Sümer Campus

Der erste Campus der Universität wurde auf dem ehemaligen Gelände des ersten industriellen Anlagenkomplexes der Türkei eingerichtet und verbindet dieses Industriedenkmal mit einem Bildungsstandort. In Zukunft wird die Universität auch ein zweites Universitätsgelände, den Mimar-Sinan-Campus, eröffnen.

### Sümer-Campus
Der aktuelle Campus der AGU wurde auf dem Gelände einer ehemaligen Textilfabrik errichtet und umfasst derzeit 280.000 m². Er ist zehn Minuten vom Stadtzentrum Kayseris entfernt und bietet auch Studentenunterkünfte in seinem „Student Village“. Der Campus wurde vor kurzem mit dem Bau ihrer neuen Verwaltungs- und Bildungsstruktur, dem „Steel Building“, erweitert.

### Mimar-Sinan-Campus
Die AGU hat den Bau ihres neuen Mimar-Sinan-Campus begonnen, der nach Mimar Sinan benannt ist und 14 km vom Stadtzentrum entfernt liegt.
Die geplante Gesamtfläche dieses zukünftigen Campus wird mehr als 1.200 ha umfassen, wobei zwei Drittel für Grünflächen und Wälder reserviert werden.